# 共和国议会 (葡萄牙)
共和国议会（葡萄牙語：Assembleia da República）是葡萄牙的议会。根据葡萄牙宪法，议会为一院制，“是全体葡萄牙公民的代表大会”。宪法指定议会为国家最高权力机关之一。
它位于里斯本的一个被称为圣本笃宫的历史建筑，这是一个古老的本笃会修道院的遗址。从1834年起，圣本笃宫一直是葡萄牙议会的所在地。

## 议会的权力和义务
共和国议会的权力来自于它通过不信任投票解散政府、修改国家法律和修改宪法的权力(这需要三分之二的多数)。除了这些关键的权力外，宪法赋予议会广泛的立法权和对预算的实质控制，授权政府提高税收和发放贷款的权利，批准条约和其他国际协议的权力，以及批准或拒绝共和国总统宣战与讲和的权利。大会还任命许多重要国家机构的成员，如宪法法院13名法官中的10名和国务委员会16名法官中的7名都是由共和国议会任命的。
宪法要求议会迅速审查和批准即将实施的政府的计划。议会规则允许议会要求调查委员会来审查政府的行为。议会的政治反对派代表有权审查内阁的行动，尽管这些行动不太可能被阻止。党组织也可以也可以借由议会这个平台进行政策方面的辩论。